# 樂浪區域
樂浪區域（朝鲜语：／ Rangrang guyŏk */?）是朝鮮民主主義人民共和國平壤直轄市的19個行政區域的其中之一，有古代漢朝及魏晉時期的樂浪郡遺跡。

## 地理
樂浪區域位於平壤市西部從西向南流的大同江的左岸（南岸）。東北方與大同江相隔有平川區域、船橋區域等地的都心部，北方有万景台区域，西方是南浦市千里馬區域，南方是江南郡，東方與力浦區域相接。
在市中心靠近的部分正在市街地化。在大同江沿岸的統一路，有於2003年從原來的農民市場改編而成，現時朝鲜最大的綜合市場「統一路市場」。

## 歷史
前108年，漢武帝滅衛滿朝鮮，在今日的平壤附近設置樂浪郡。現時在樂浪區域的還有土城跡（土城里土城），在周邊有從漢代到晉代初期營造的墳墓群（樂浪漢墓）。朝鮮日治時期曾經進行發掘，結果在土城里土城發現了建築物、道路、倉庫群及寫有「樂浪」的文字的瓦片發現，估計這個土城是當時樂浪郡的郡治（政府辦公室所在地），於是把土城稱為「樂浪土城」。
在朝鮮日治時期，現時的樂浪區域是大同郡大同江面等一帶的地方。其後，於1959年9月與平壤市東區域、江南郡、中和郡等地的一部分組成新設立的樂浪區域，並成為平壤市的一部分。

## 外部連結
-  中央日報北韓網・北韓地名辭典・樂浪區域 （页面存档备份，存于）